# Mason & Dixon

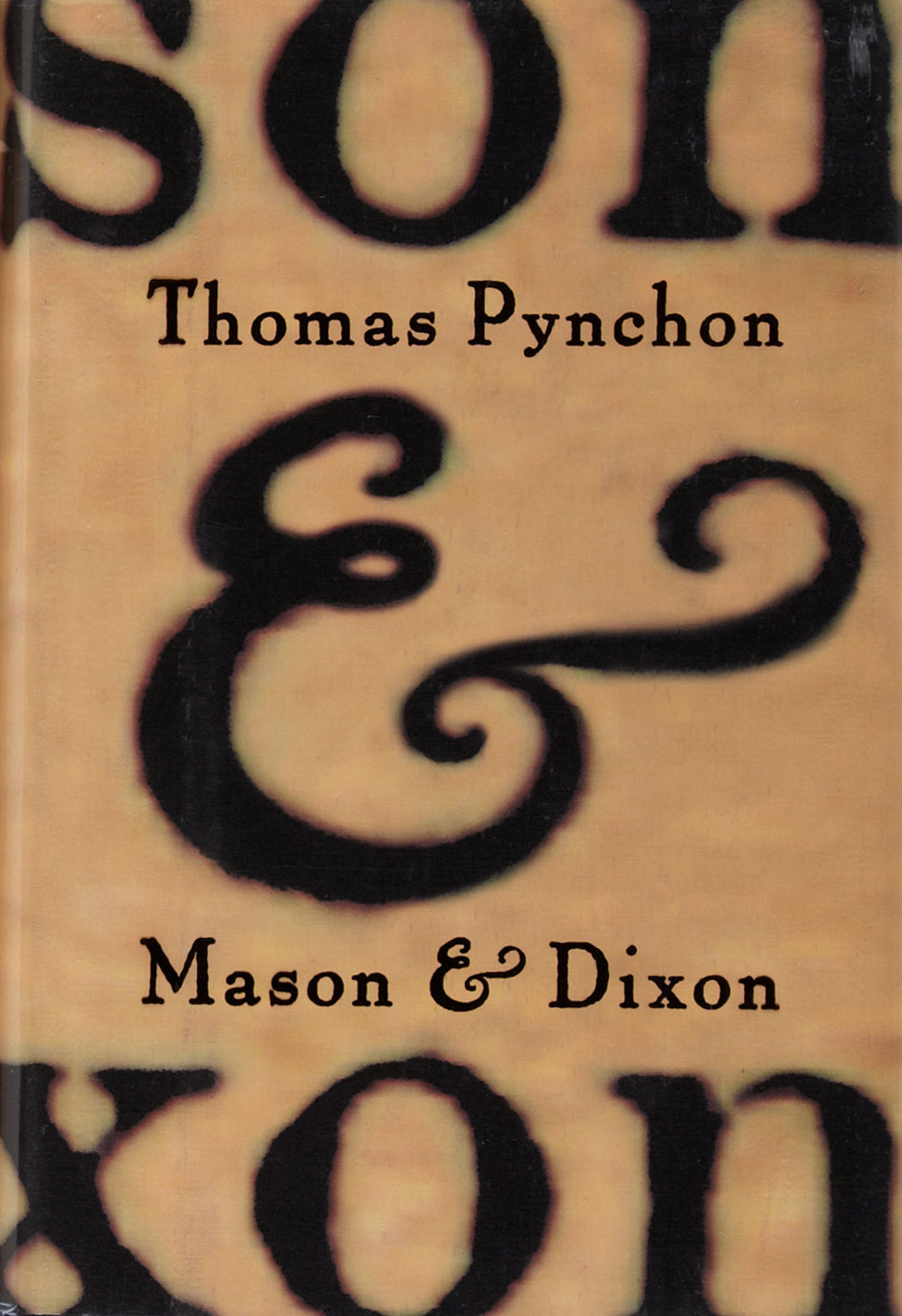
Okładka pierwszego wydania Masona i Dixona (1997)

Mason & Dixon – powieść Thomasa Pynchona o losach astronoma Charlesa Masona i geodety Jeremiah Dixona. Akcja ma miejsce podczas prac poprzedzających wyznaczanie linii demarkacyjnej, nazwanej później Linią Masona-Dixona. Powieść osadzona jest głównie w realiach osiemnastowiecznych kolonii amerykańskich. Opowiedziana ustami narratora z epoki (wielebnego Wicksa Cherrycoke), w całości utrzymana jest w języku tamtych czasów. Nazywana postmodernistycznym pomnikiem, pełna jest erudycyjnych żartów, satyry na Oświecenie i bocznych wątków. Charakterystyczne dla powieści Pynchona jest stawianie przez autora wysokich wymagań wobec czytelnika - bez szczątkowej choć wiedzy na tematy poruszane w powieści dzieło jest trudne w odbiorze. Erudycyjne wymagania równoważy niebagatelna dawka humoru, z reguły w niepowtarzalnym Pynchonowskim stylu. Prozie jak zwykle u tego pisarza towarzyszą (nierzadko sprośne) piosenki.
Powieścią inspirował się Mark Knopfler pisząc piosenkę Sailing to Philadelphia z płyty o tym samym tytule, w której głównymi postaciami są Mason i Dixon. 
13 października 2005 dzięki wydawnictwu Prószyński i S-ka ukazało się polskie wydanie książki w przekładzie Joanny Urban pt. Mason i Dixon.